# Delia monticola
Delia monticola este o specie de muște din genul Delia, familia Anthomyiidae. A fost descrisă pentru prima dată de Huckett în anul 1966. Conform Catalogue of Life specia Delia monticola nu are subspecii cunoscute.